# Troglocaris
Troglocaris (Dormitzer, 1853) è un genere di crostacei che vivono nelle acque sotterranee.
L'areale della specie Troglocaris anophthalmus (Kollar, 1848) comprende Italia, Croazia, Slovenia e Bosnia Erzegovina. La lista rossa dello IUCN classifica il suo stato di conservazione come "vulnerabile".
Altre specie conosciute sono T. hercegovinensis, T. inermis, T. intermedia, T. planinensis, T. kutaissiana.